# Hortfund II von Erfweiler-Ehlingen
Der Hortfund II von Erfweiler-Ehlingen ist ein Brucherzhort aus der späten Bronzezeit. Er wurde im Jahr 2007 auf der zur Gemeinde Erfweiler-Ehlingen gehörenden Flur „Am Rodenwald“ auf einem Acker, etwa 600 Meter von der Fundstelle des 2002 entdeckten Hortfund I von Erfweiler-Ehlingen, entdeckt. Der Hortfund besteht aus 52 Fundstücken aus Bronze sowie dem Unterteil einer Urne aus Ton und hat ein Gewicht von 6 kg.

## Befund
Im Juni 2007 fand ein ehrenamtlicher Mitarbeiter des Landesdenkmalamt Saarland bei einer Feldbegehung durch oberflächliches Absuchen ein bronzenes Tüllenbeil. Da bereits im Jahre 2002 etwa 600 Meter entfernt der Hortfund I von Erfweiler-Ehlingen entdeckt worden war, vermutete das Landesdenkmalamt, dass hier mit weiteren Funden gerechnet werden könnte. Nach der Maisernte wurde im November 2007 mit der systematischen Suche begonnen. In den ersten beiden Tagen konnten 24 Bronzefunde im Pflughorizont (Nord-Süd) gefunden werden. Diese lagen zum Teil direkt an der Oberfläche des Ackers. Am 15. November konnte mit der Hilfe eines Metalldetektors das Depot geortet werden. Bereits bei der Überprüfung des Signals konnten drei weitere Objekte geborgen werden. Bei der Freilegung am 16. November 2007 wurden dann, ca. 0,2 Meter unter der Oberfläche, 25 weitere Objekte in situ gefunden. Diese lagen in dem Unterteil eines Tongefäßes, dessen Rest durch das Pflügen des Feldes zerstört worden war. Die Grube, in der das Tongefäß deponiert worden war, hatte eine runde Form und einen Durchmesser von ca. 0,55 Meter. Die Funde sind im Einzelnen:
Funde in situ
- Ein Unterteil einer Urne aus Ton
- Ein intaktes Schaftlappenbeil aus Bronze
- Ein intakter Tüllenmeisel aus Bronze
- Ein intaktes Tüllenortband aus Bronze
- Vier intakte Ringgehänge aus Bronze
- Eine intakte Phalere aus Bronze
- Eine intakte Bronzespirale
- Sieben Bronzebarren
- Drei Bruchstücke von Bronzebarren
- Drei Bruchstücke von Armringen aus Bronze
- Eine Schneide eines Bronzebeiles
- Ein Bügelfragment einer Fibel aus Bronze
- Ein Teil eines Stabes aus Bronze

Funde ex situ
Diese Funde wurden durch den Pflug bis zu 22 Meter in Nord-Süd-Richtung verschleppt, gehören aber offensichtlich zu dem Hortfund.
- Vier intakte Bronzebeile
- Zwei Oberteile von Bronzebeilen
- Eine obere Hälfte eines Bronzebeiles
- Zwei vordere Hälften von Bronzebeilen
- Zwei Tüllenbeile aus Bronze
- Ein Tüllenmeißel aus Bronze
- Eine Schneide eines Bronzebeiles
- Ein Tüllenmesser aus Bronze
- Eine Knopfsichel aus Bronze
- Ein Bruchstück des Griffes einer Zungensichel aus Bronze
- Eine Schneide einer Zungensichel aus Bronze
- Drei Bruchstücke einer Zungensichel
- Eine kleine Sichel aus Bronze
- Ein Fußring mit Pfötchenenden aus Bronze
- Eine Hälfte eines Fußringes mit Pfötchenenden aus Bronze
- Ein Drittel eines Fußringes mit flachen Scheibenenden aus Bronze
- Ein Ring aus Bronze
- Ein Fragment eines Bronzebarrens
- Vier Bronzebarren

## Datierung
Der Hortfund wurde anhand von Vergleichen mit den Schaftlappenbeilen, Ösenphaleren und Ringgehängen aus dem Depot von Wallerfangen sowie der Sicheln und des Tüllenmessers mit Funden aus dem Depot II von Brebach und dem Depot von Saarlouis-Roden in die späte Bronzezeit (900 v. Chr.) datiert.

## Gesamtbetrachtung
Nach der Einteilung von Frauke Stein handelt es sich bei diesem Hortfund um einen Brucherzfund. Wegen des Fehlens von Gusszapfen, Roh- und Fehlgüssen, aber dem Vorhandensein von Sicheln, die auf Ackerbau betreibende Bevölkerung hinweisen, ist es nicht als zwingend anzusehen, dass der Hort einen Handwerker gehört hat. Er könnte auch von der hier ansässigen Bevölkerung vergraben worden sein. Auch spricht die geringe Tiefe, in der das Depot vergraben war, dafür, dass der Hort ursprünglich von einem Hügel bedeckt war, was wiederum auf kultische Gründe schließen lässt. Das im Hort gefundene Tüllenortband, das zu einer Schwertscheide aus Leder gehörte, könnte anhand von Vergleichsfunden in Frankreich zu einem Schwert des Typ Auvernier oder zu einem Karpfenzungenschwert (wie im Hortfund von Saarlouis) gehört haben. Am wahrscheinlichsten ist es allerdings, dass es zu einem Möhringenschwert (wie im Hortfund von Wallerfangen) gehört hat.
Die Phalere sowie die vier Ringgehänge können als Teile eines Pferdegeschirrs angesprochen werden, die als Riemenverteiler dienten. Dafür sprechen auch Vergleichsfunde aus anderen Depots.